# Häfen von Auckland

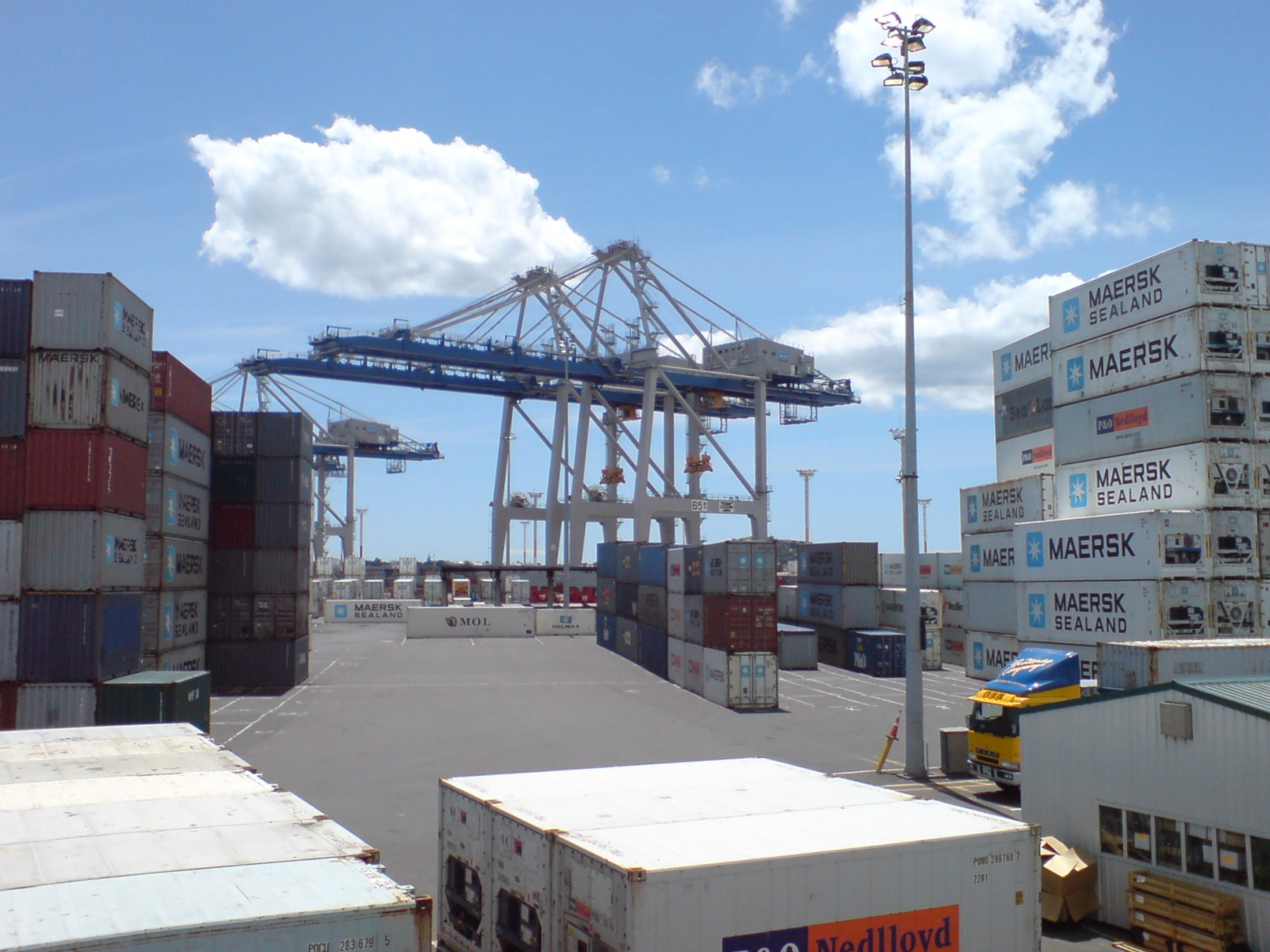
Container und Containerkräne auf Fergusson Wharf

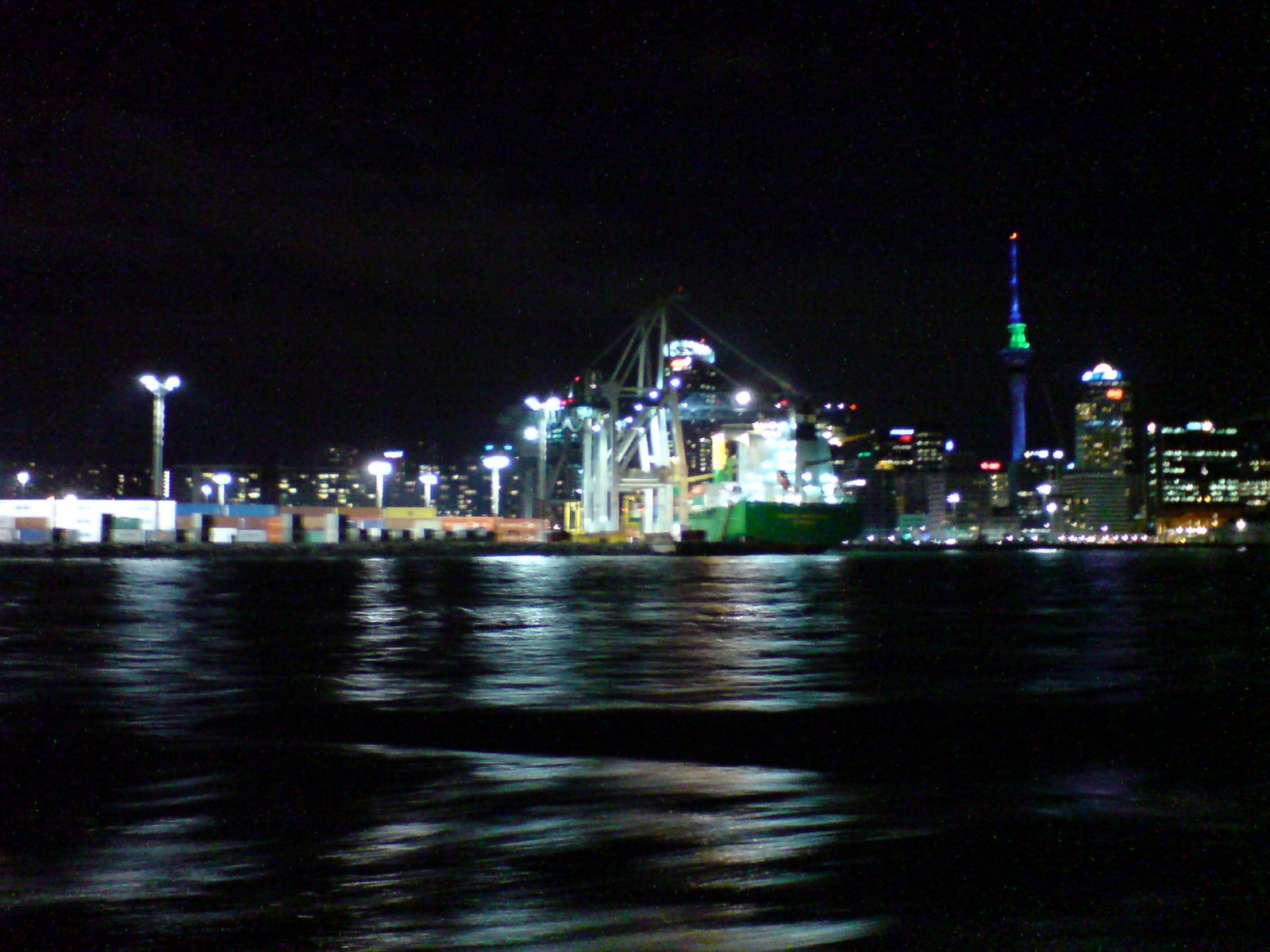
Die Kays bei Nacht

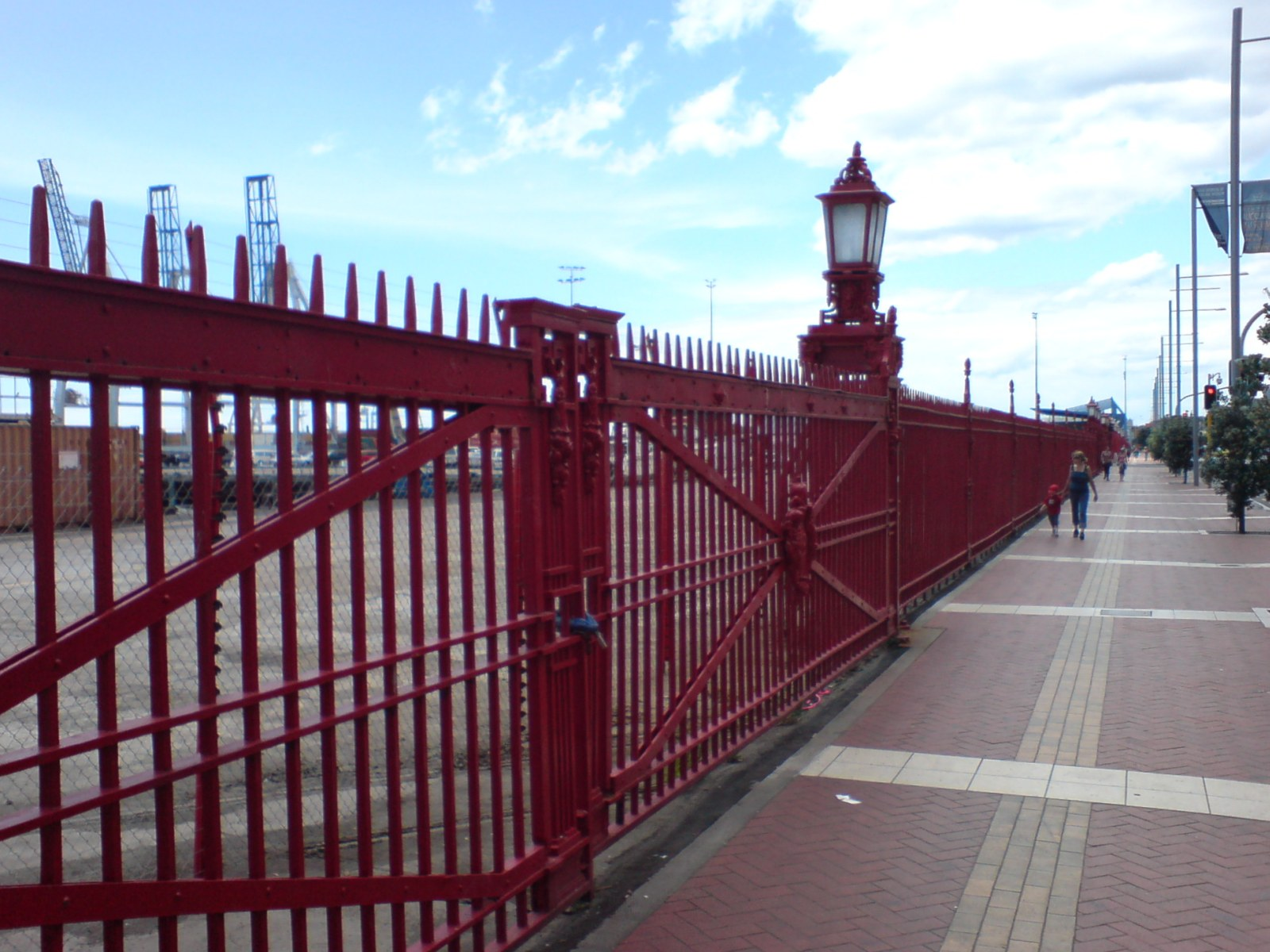
Südrand mit Zollgrenze der Captain Cook wharf, Quay Street

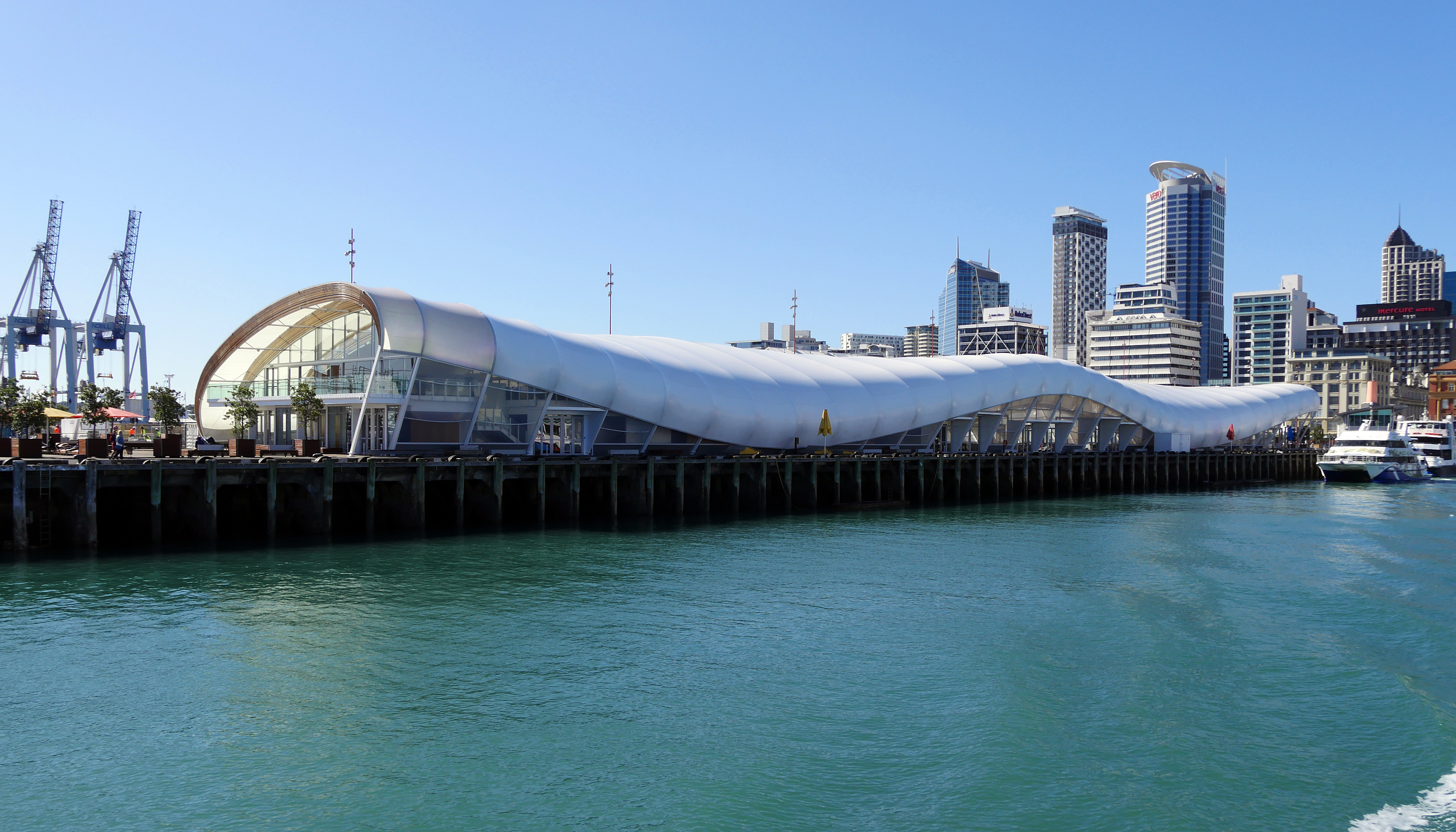
Neues Fährterminal 1 an der Queens Warf

Die Häfen von Auckland sind die Hafenanlagen der neuseeländischen Stadt Auckland. Die Häfen werden mit wenigen Ausnahmen von der im Eigentum des Auckland Regional Council stehenden Unternehmens Ports of Ackland (POAL), dem Nachfolger des Auckland Harbour Board verwaltet.
Dieses Unternehmen verwaltet Aucklands kommerzielle Fracht- und Kreuzfahrthäfen. Die Fährterminals, die Yachthäfen für Erholungszwecke und auch die einem Unternehmen gehörende Chelsea Wharf werden nicht von POAL betrieben.

## Infrastruktur
Auckland hat zwei Handelhäfen, wenn man die Fährterminals nicht mitzählt. Es existieren außerdem zwei mit ihnen in Verbindung stehende Binnenhäfen für die Binnenschifffahrt. In allen Anlagen zusammen beschäftigt POAL 568 Vollbeschäftigtenäquivalente an Mitarbeitern und ist rund um die Uhr in Betrieb.

### Hafen Auckland
Der Port of Auckland ist ein großer internationaler Container- und Handelshafen, der am Naturhafen Waitematā Harbour liegt. Er befindet sich im zentralen und östlichen Teil des Stadtteiles Auckland waterfront, nördlich des Geschäftszentrums von Auckland. Die 55 Hektar an Kays und Lagerflächen (größtenteils für Container, Fahrzeuge und andere Stückgüter) liegen fast ausschließlich auf künstlich angelegtem Land, das größtenteils in der früheren Commercial Bay, der Official Bay und der Mechanics Bay liegt.
Die Kays sind von Westen nach Osten:
- Wynyard Wharf (auch bekannt als 'Tank Farm' oder 'Western Reclamation', westlich des Viaduct Basin. Dieser Bereich wird größtenteils für den Umschlag von Chemikalien und die Lagerung von Flüssigkeiten genutzt. Er soll in den nächsten Jahrzehnten zu einem Mischgebiet und einem Park werden)
- Princes Wharf (Entwicklung zum Wohngebiet, Kreuzfahrtterminal)
- Queens Wharf (proposed additional cruise ship terminal)[3]
- Captain Cook Wharf
- Marsden Wharf
- Bledisloe Wharf (hier sollte ursprünglich das Stadium New Zealand gebaut werden)
- Jellicoe Wharf
- Freyburg Wharf
- Fergusson Wharf (eine auf neu gewonnenem Land errichteter, sehr großer Containerumschlagsbereich aus den 1960er Jahren)

POAL kaufte 2006 für 27 Millionen NZ$ drei große Containerkrane von Zhenhua Port Machinery Company in China. Diese befinden sich heute zusammen mit zwei bereits 2001 gekauften Kranen am Axis-Intermodal-Terminal auf Fergusson wharf. Die neuen Krane sind mit je 1.250 Tonnen Gewicht, 103 m Höhe und 56 Auslegerlänge die größten in Neuseeland. Sie können zwei 20-Fuß-Container gleichzeitig mit Geschwindigkeiten bis 150 m pro Minute heben. Sie wurden gekauft, um die erforderliche Ladekapazität und Ausladung für Post-Panamax-Schiffe zu erreichen. Ihre dieselelektrischen Generatoren sind auch dazu vorgesehen, bei Stromausfall Notstrom für Kühlcontainer zu liefern.

### Hafen Onehunga
Dieser zweite Hafen ist kleiner und liegt bei Onehunga am Manukau Harbour südlich von Auckland City. Obgleich er viel näher an den Industriegebieten im südlichen Auckland und Manukau City liegt hat er weniger Bedeutung erlangt als der Hafen Auckland. Dies ist der geringen Wassertiefe der Hafenzufahrt in den Manukau und den wenige ausgedehnten Hafenanlagen zuzuschreiben. Er wird vor allem für die Wiederverschiffung von Gütern mit Küstenschiffen innerhalb Neuseelands genutzt, so zum Beispiel zum Antransport von Zement aus Westport.

### Chelsea Wharf
Dieser Hafen ist nicht Teil der Einrichtungen von POAL. Er befindet sich in Birkenhead in North Shore City und bedient die seit 1884 bestehende Zuckerraffinerie Chelsea Sugar Refinery. Die neun Hektar Land wurden von der POAL zuerst gepachtet, 1997 dann durch Chelsea gekauft. Schiffe mit unraffiniertem Zucker (vor allem aus Australien) treffen hier alle sechs Wochen ein und da sie meistens 500 Bruttoregistertonnen überschreiten, müssen die Schiffe einen Lotsen der Hafenüberwachung von Ports of Auckland an Bord nehmen.

## Umschlag

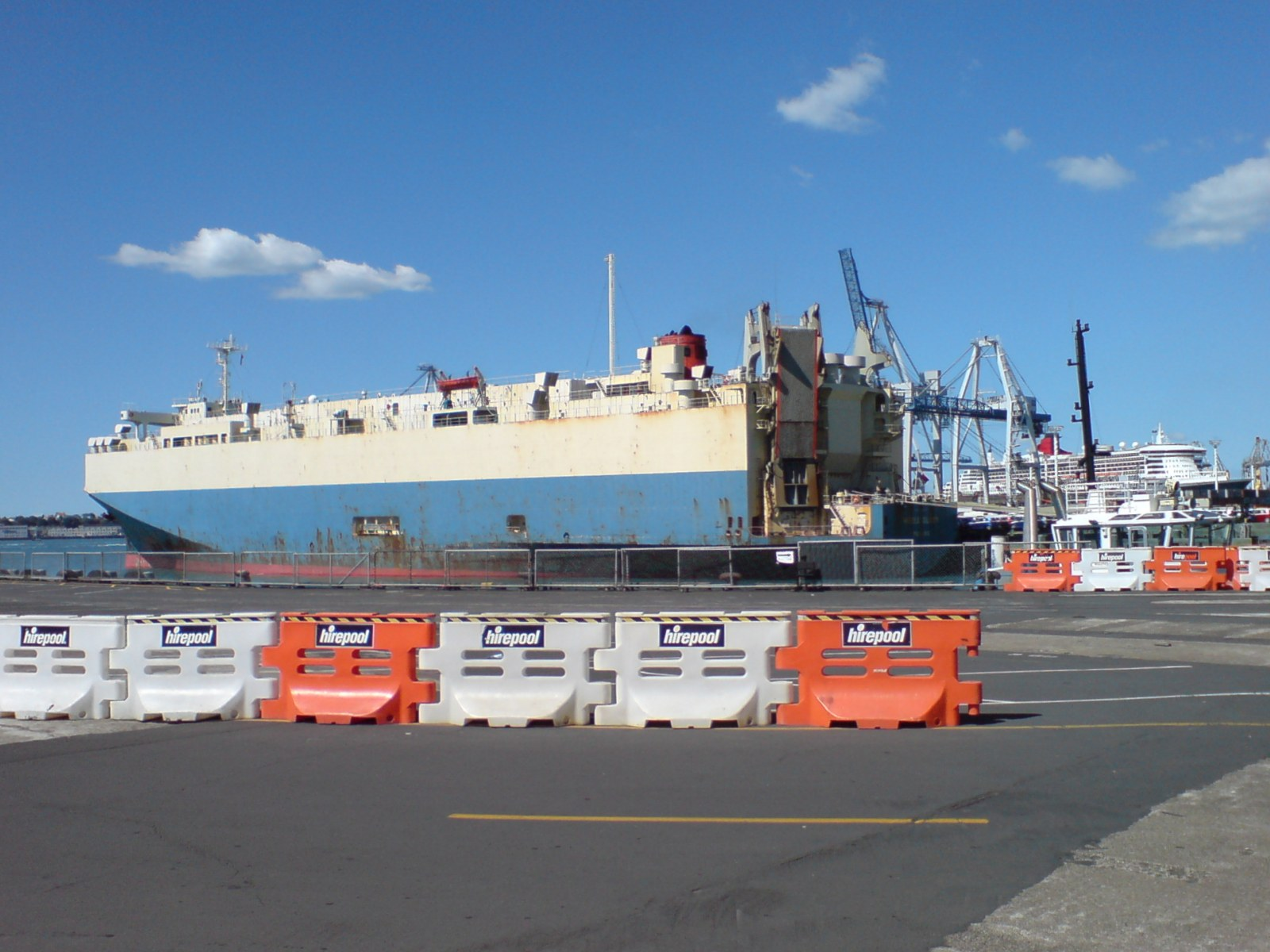
Ein RoRo-Schiff an der Captain Cook Wharf mit der Queen Mary 2 im Hintergrund.

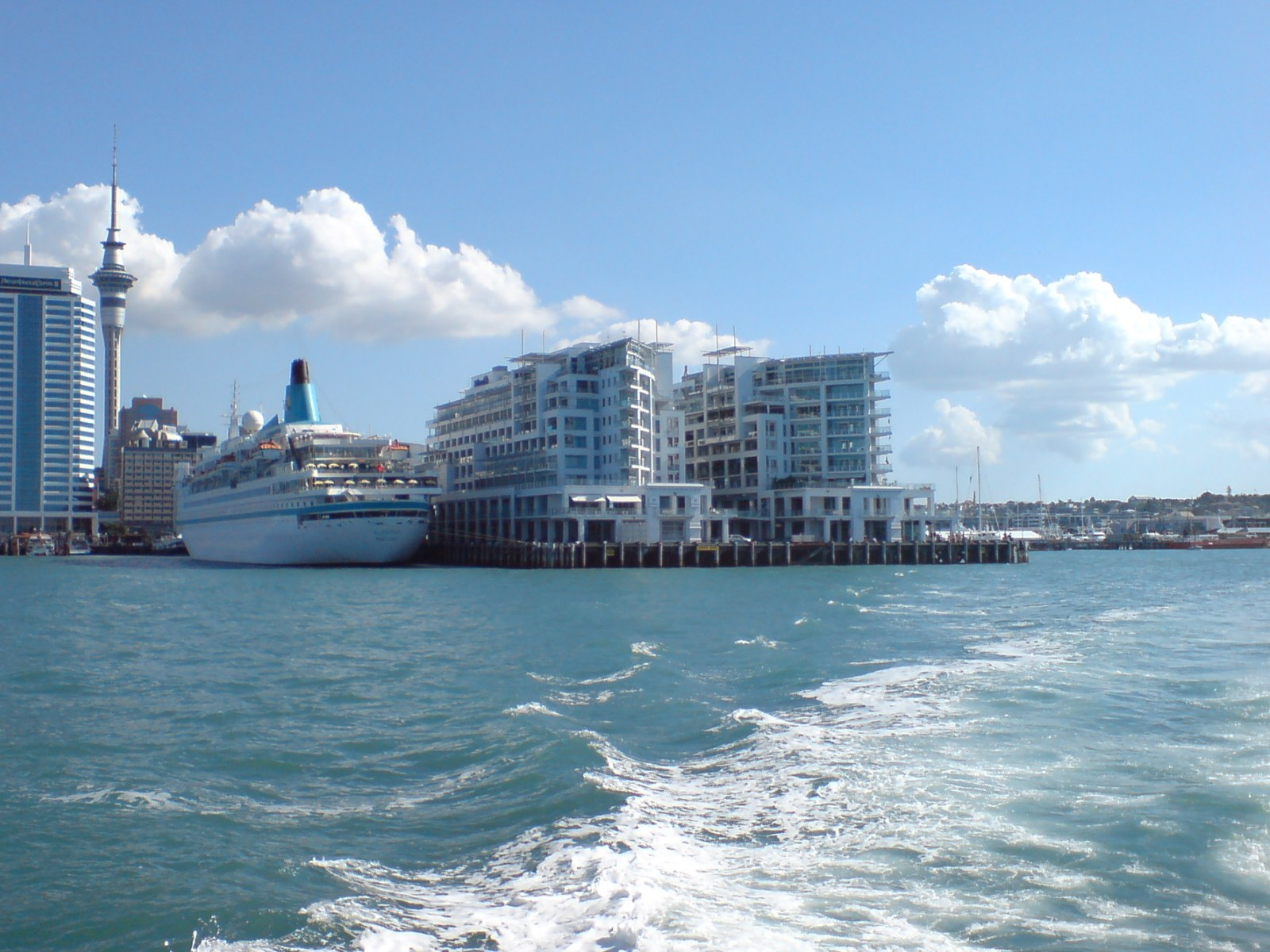
Kreuzfahrtschiff an der Princes Wharf.

### Fracht
Der Hafen wird jährlich von etwa 1.600 Handelsschiffen angelaufen Auckland ist Neuseelands größter Handelshafen. Sein Umsatz betrug 20 Mrd. NZ$ pro Jahr. und überschreitet damit seine größten Konkurrenten wie den Hafen Tauranga beträchtlich. Ports of Auckland schlug 2006 wertmäßig 60 % der Importe und 40 % der Exporte Neuseelands um. Ebenso verzeichnete der Hafen 50 % des Containerumschlages der Nordinsel und 37 % des gesamten neuseeländischen Containerumschlages (2007). Er schlug 4 Millionen Tonnen Stückgut (2006) und 773.160 TEU (Containereinheit, die einem 20-Fuß-Seecontainer entspricht) um (2007).
Weiterhin wurden über den Hafen 2006 rund 166.000 Gebrauchtwagen eingeführt. Es handelte sich dabei meist um verhältnismäßig neue japanische Wagen, die wegen der sehr strengen technischen Anforderungen der japanischen Straßenverkehrsbehörden in Japan ausgemustert wurden. Wegen der strengen Regelungen des neuseeländischen MAF hinsichtlich der Biosicherheit müssen Fahrzeuge und andere viele Güter einer Dekontaminierung unterzogen werden, was die Umschlagzeiten stark erhöht.

### Kreuzfahrtschiffe
In der Saison 2005/2006 fertigte POAL 48 Kreuzfahrtschiffe am Overseas Passenger Terminal an der Princes Wharf ab. Dabei passierten den Hafen mehr als 100.00 Passagiere, hauptsächlich für kurze Landgänge nach Auckland und Umgebung. Schätzungen gehen von Gesamteinnahmen von um 1 Million NZ$ pro Besuch eines Kreuzfahrtschiffes aus. Für 2007/2008 wurden 73 Schiffe prognostiziert.
Das bislang größte Schiff, das Auckland besuchte, war die Queen Mary 2 Anfang 2007. Diese wurde jedoch wegen ihrer Größe an der Jellicoe Wharf im Frachtbereich des Hafens abgefertigt. Der größte Passagierumschlag an einem Tag erfolgte Februar 2007 als auf der Statendam und der Sapphire Princess in Auckland um 8.000 Passagiere von und an Bord gingen, das entspricht der Passagierzahl von 19 Boeing 747 Jumbojets.

## Wirtschaftliche Rolle
Nach Untersuchungen hängen ein Drittel der lokalen Wirtschaft und 173.000 Arbeitsplätze der Region Auckland direkt oder indirekt vom Hafen ab. Ports of Auckland ist zu 100 % Eigentum der Auckland Regional Holdings, einer Investmentfirma des Auckland Regional Council. Die Dividendenzahlungen in den 15 Jahren bis 2006 betrugen 500 Millionen NZ$.

## Geschichte

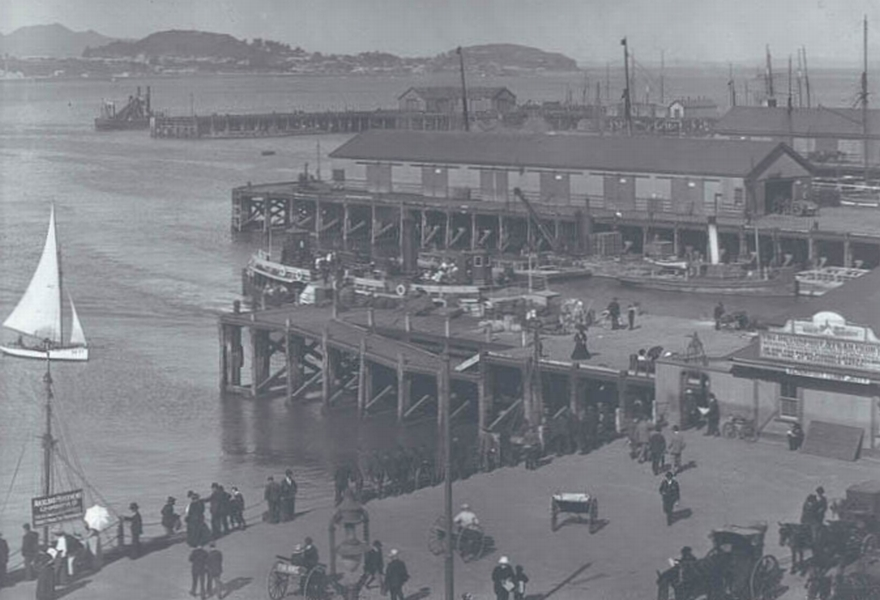
Das derzeitige Zentrum des Hafens ist weiter östlich als früher. Hier sind die Kais nahe dem heutigen Fährterminal im Jahre 1905 abgebildet.

Aucklands Handel war immer zu einem erheblichen Grade von seinen Häfen abhängig. Von den ursprünglichen Kais der 1840er Jahre in der Commercial Bay breitete sich der Hafen durch Landgewinnung aus und gestaltete während des 19. und 20. Jahrhunderts die gesamte Auckland waterfront um, dies setzt sich heute besonders auf Fergusson Wharf fort. Der Hafen ist seit 1924 (dem Gründungsjahr des Hafens Onehunga) der größte Hafen Neuseelands.

### 19. Jahrhundert
Die ursprünglich in der Commercial Bay und Official Bay angelegten Häfen befanden sich in Wattgebieten, die den Bau guter Kais erschwerten. Nachdem 1853 die Kontrolle über den Waitematā Harbour an den Auckland Provincial Council überging, tat der Rat viel um die Hafenanlagen zu verbessern. Darunter war der Bau der ersten Queen Street Wharf, eines Kais entlang der Customs Street und ein Wellenbrecher bei Point Britomart.
Nachdem der Rat 1871 das Auckland Harbour Board eingerichtet hatte, wurden weitere Kais errichtet und umfangreiche Landgewinnungen begonnen. Die Freemans Bay und die Mechanics Bay verloren dadurch ihre natürliche Küstenlinie, die Commercial Bay ist heute Standort eines großen Teils des zentralen Geschäftsviertels von Auckland und der Auckland Waterfront und verschwand im Laufe der Geschichte völlig.

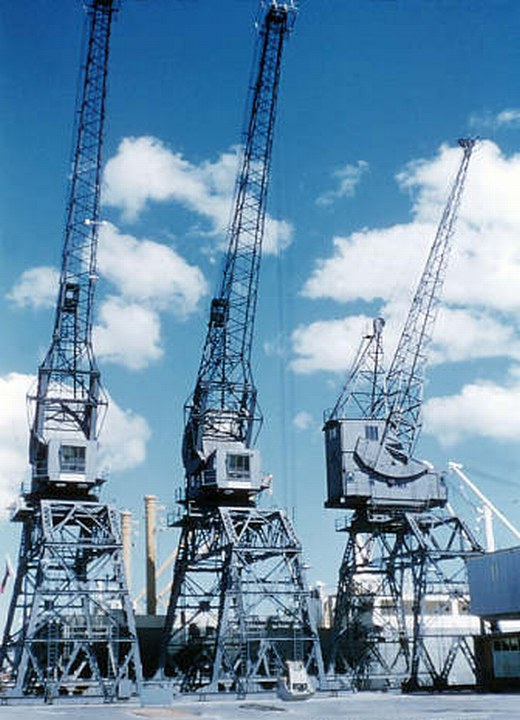
Kräne auf Jellicoe Wharf, 1960.

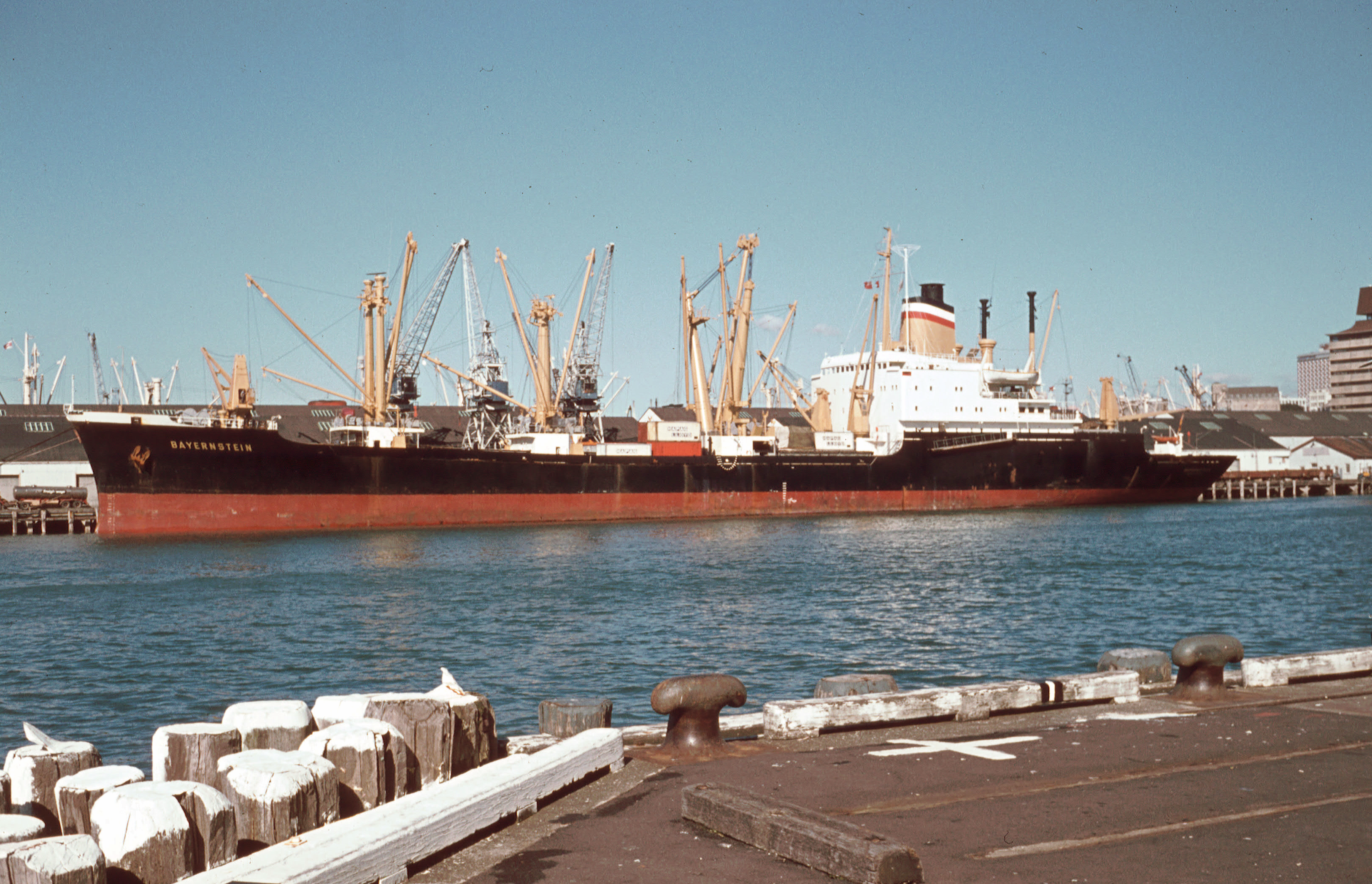
Hapag-Lloyd-Frachtschiff Bayernstein 1973 im Hafen von Auckland.

Das neu gewonnene Land erlaubte den Bau eines von der Eisenbahn bedienten Kais und neuer Werftanlagen. Neue Anlagen wurden auch auf der anderen Seite des Hafens bei Devonport gebaut, darunter das Calliope Dock, 1888 das größte Trockendock der Südhalbkugel.

### 20. Jahrhundert
Im frühen 20. Jahrhundert waren Handels- und Passagierschifffahrt bereits sehr umfangreich. Große Passagierschiffe kamen regelmäßig aus Europa und den USA. Mit dem Zweiten Weltkrieg brach der beginnende Tourismus wieder zusammen. Andererseits stationierte die USA mit Beginn ihres Kriegseintrittes 1941 einen Teil ihrer Flotte in Auckland und machte die Erweiterung der Hafenanlagen erforderlich. 1943 legten 104 Kriegsschiffe und 284 Transporter in Auckland an. Während der Kriegszeit begann man auch, den Hafen rund um die Uhr zu betreiben.
Nach dem Krieg setzte sich die Erweiterung mit der Errichtung von Import Wharf und Freyberg Wharv fort, die 1961 eröffnet. Das Überseh-Passagierterminal auf Princess Wharf eröffnete. Ende der 1960er Jahre wurde der Fergusson Wharf für Schiffe mit großem Tiefgang errichtet, um dem beginnenden Containerhandel Rechnung zu tragen. Sie wurde 1971 vollendet, aber erst 1973 legte das erste Containerschiff an. Danach entwickelte sich der Containerhandel jedoch zu nehmend, damit auch der Containerumschlag.
1988 wurde das Auckland Harbour Board und der Hafenbetrieb per Parlamentsakt in ein neu gegründetes Unternehmen Ports of Auckland überführt. Mit den Veränderungen im Management stieg die Produktivität, führte aber auch zum Abbau von Arbeitsplätze im Hafen. Etwa 20 % der Firmenanteile kamen in Streubesitz, als Environment Waikato seine Anteile verkaufte. Auckland Regional Holdings kaufte diese später zurück, so dass 2005 der Auckland Regional Council Alleineigentümer wurde.

### 21. Jahrhundert
Der Hafen ist der drittgrößte Containerhafen in Australasien und Neuseelands größter Hafen. Von den ursprünglichen Anlagen blieb wenig übrig. Der Hafen expandiert und verändert sich rasch. Weitere Landgewinnung ist geplant, um den Umschlag weiter nach Osten zu verschieben. Damit will man einerseits den Anforderungen der Schifffahrt der Zukunft Rechnung tragen, andererseits die Auckland Waterfront besser zugänglich machen.
2007 wurde eine starke Steigerung des Schiffsverkehrs prognostiziert, da die Maersk-Linie Auckland als Drehscheibe für die Exporte der Fonterra Co-operative Group wählte. POAL erwog eine Fusion mit dem Hafen Tauranga, diese kam aber nicht zustande. Im selben Jahr stieg das Umschlagvolumen des Hafens um 12,6 %, während der operative Gewinn gegenüber 2006 nahezu konstant blieb. 2006 betrug der Gewinn 55,9 Millionen Neuseelanddollar.